# Schwerbelastungskörper
Schwerbelastungskörper är en betonganläggning som byggdes i stadsdelen Tempelhof i Berlin 1941 för att undersöka markens bärighet inför det planerade bygget av Welthauptstadt Germania. Den väger 12 650 ton.
Platsen är idag museum med en utställning om nazisternas byggplaner och anläggningen, samt en utsiktsplats.